# مرز سنگ‌کره–سست‌کره

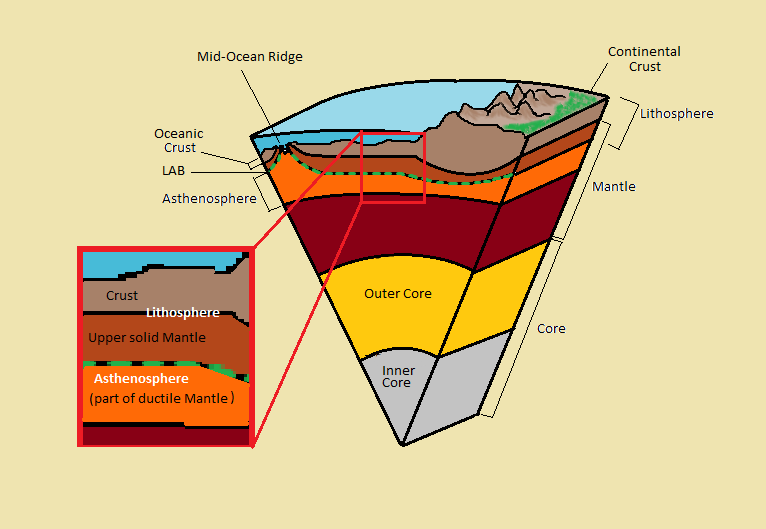
نمودار ساختار داخلی زمین. سنگ‌کره از پوسته و بخش بالایی و جامد گوشته (گوشته سنگ‌کره‌ای) تشکیل شده است. خط‌چین سبز نشانگر LAB است.

مرز سنگ‌کره–سست‌کره که توسط دانشمندان ژئوفیزیک با عنوان LAB شناخته می‌شود، نشان‌دهنده یک تفاوت مکانیکی میان لایه‌های ساختار درونی زمین است. ساختار درونی زمین را می‌توان به هر دو را به صورت شیمیایی (پوسته، گوشته سیاره‌ای و هسته) و مکانیکی توصیف کرد. مرز سنگ‌کره–سست‌کره بین سنگ‌کره سردتر و جامد زمین و و سست‌کره گرم‌تر و انعطاف‌پذیر قرار دارد. عمق واقعی مرز سنگ‌کره–سست‌کره هنوز موضوع بحث و مطالعه است، اگرچه مشخص شده که این مرز با توجه به محیط تفاوت دارد.